# Осовіно
Осовіно (трансліт.: Asavino; біл. Асавіно; рос. Осовино) — селище в Гомельському районі Гомельської області Білорусі. Входить до складу Терешковицької сільської ради.

## Населення

### Чисельність
- 2004 — 35 господарств, 63 жителі.